# East Yorkshire Regiment
Le East Yorkshire Regiment est un régiment d'infanterie de l'armée britannique, créé en 1685. Formé sous le nom de Sir William Clifton's Regiment of Foot, puis rebaptisé 15th Regiment of Foot en 1751, il prend le nom de East Yorkshire Regiment en 1881. Il est actif pendant trois siècles, avant de fusionner avec le West Yorkshire Regiment (Prince of Wales's Own) en 1958, pour former le Prince of Wales's Own Regiment of Yorkshire. 
Par la suite, ce régiment est à son tour fusionné avec les Green Howards et le Duke of Wellington's Regiment (West Riding) pour former le Yorkshire Regiment (14th/15th, 19th and 33rd/76th foot) le 6 juin 2006.

## Histoire

### Premières guerres

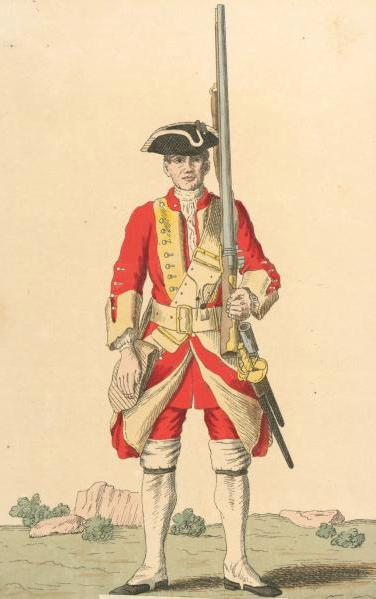
Soldat du 15e régiment, 1742

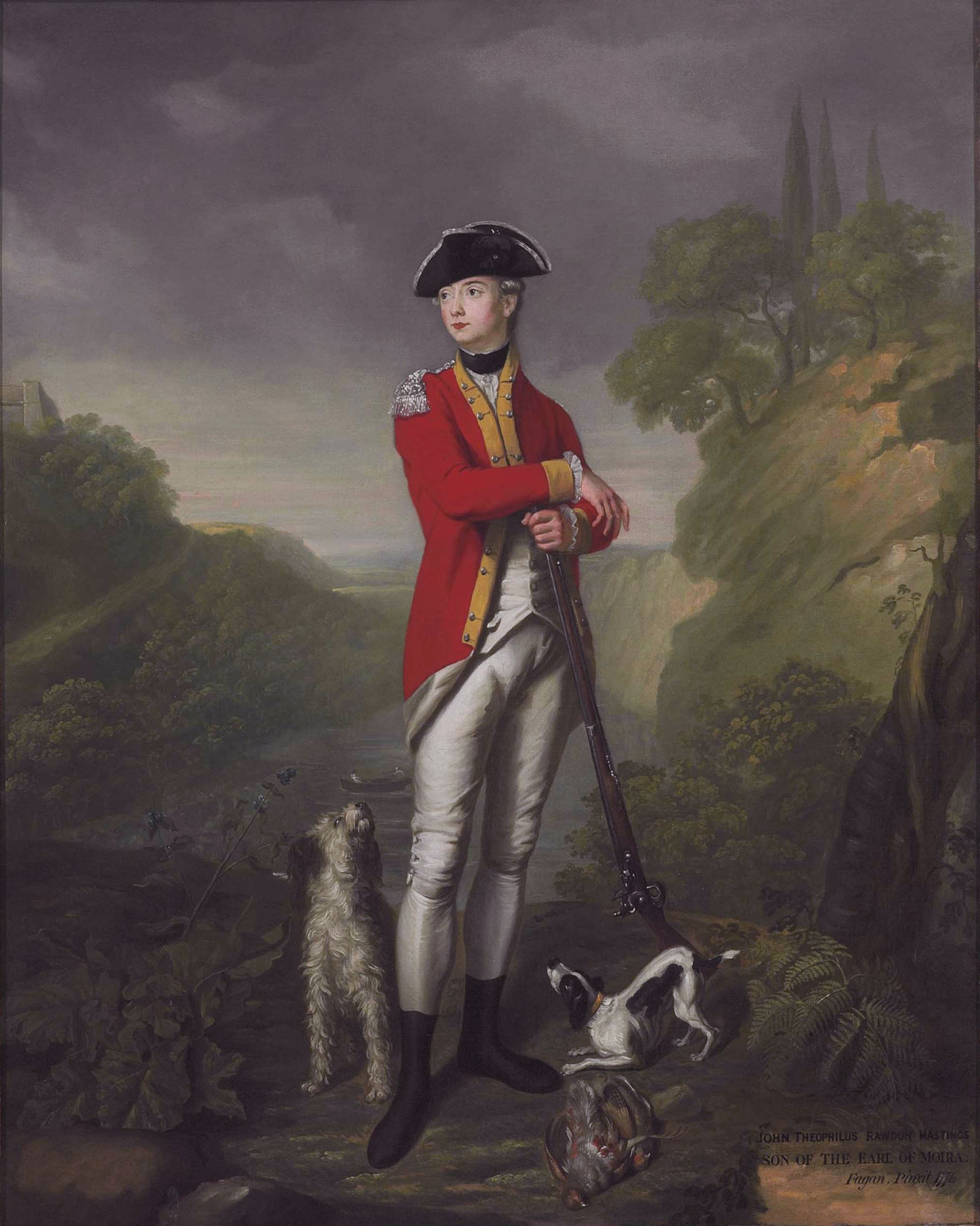
John Theophilus Rawdon-Hastings, deuxième fils du 1er comte de Moira, en uniforme du 15e régiment d'infanterie (1776) avec un fusil à silex.

Créé en 1685 à Nottingham par Sir William Clifton, 3e baronnet, le régiment est à l'origine, comme de nombreux régiments d'infanterie britanniques, connu sous le nom de son colonel. Il participe à la bataille de Killiecrankie en juillet 1689 et à la bataille de Cromdale en avril 1690, lors du soulèvement jacobite de 1689 à 1692.
Le régiment s'embarque pour les Flandres au printemps 1694 pour servir dans la Guerre de la Ligue d'Augsbourg et participe à la prise de Huy à l'automne 1694, à l'attaque du fort de Knokke en juin 1695 et au siège de Namur à l'été 1695, avant de rentrer en Angleterre en 1697.
Le régiment est envoyé en Hollande en 1701 pour servir dans la guerre de Succession d'Espagne et combat en 1702 aux sièges de Kaiserswerth, et de Venlo et à la bataille de Blenheim en août 1704. Il participe également aux batailles de Ramillies en mai 1706, d'Audenarde en juillet 1708 et de Malplaquet en septembre 1709. Rentré en Angleterre en 1714, il est envoyé en Écosse en 1719 en raison du soulèvement jacobite et participe notamment à la bataille de Glen Shiel le 10 juin.
Pendant la guerre de l'oreille de Jenkins (1739-1748), le régiment est déployé en Amérique du Sud, où il participe au siège de Cartagena de Indias en mars 1741. Il retourne en Écosse en raison d'un nouveau soulèvement jacobite et combat à la bataille de Culloden en avril 1746. 
En 1751, le système numérique de désignation des régiments d'infanterie est adopté, ce régiment devient le 15th Regiment of Foot.
Pendant la guerre de Sept Ans, le régiment participe à la prise de l'île d'Aix en 1757 et, après avoir navigué vers l'Amérique du Nord en 1758, combat à la bataille des plaines d'Abraham en 1759. 
Le régiment est de nouveau envoyé en Amérique du Nord au printemps 1776 pour servir dans la guerre d'indépendance américaine et participte aux batailles de Long Island, White Plains et Fort Washington. L'année suivante, il combat également à Brandywine, Germantown et White Marsh.
En 1782, le régiment devint le 15th (The Yorkshire East Riding) Regiment of Foot.

### Guerres napoléoniennes
Le régiment a été déployé aux Antilles en 1795 et participe aux attaques de la Martinique et de la Guadeloupe avant de retourner en Angleterre en 1796. Le régiment retourne aux Antilles en 1805 et participe à nouveau à l'invasion de la Martinique en janvier 1809 et à celle de la Guadeloupe en janvier 1810.

### Ère victorienne
Le régiment passe la majeure partie du XIXe siècle en garnison, tant au Royaume-Uni que dans tout l'Empire britannique. Le régiment n'est pas fondamentalement affecté par les réformes Cardwell des années 1870, qui lui donnèrent un dépôt à Victoria Barracks, à Beverley à partir de 1873, ni par les réformes Childers de 1881 – comme il possédait déjà deux bataillons, il n'était pas nécessaire de le fusionner avec un autre régiment. Il change de nom et devient The East Yorkshire Regiment le 1er juillet 1881. 
Le 1er bataillon est expédié au Nouveau-Brunswick en 1862, au moment de l'affaire Trent, alors que la Grande-Bretagne et les États-Unis étaient au bord de la guerre. Il est ensuite stationné à Gibraltar en 1885, déplacé aux Antilles en 1886, puis en Afrique du Sud en 1888 et en Égypte en 1893. À partir de 1895, le bataillon était stationné en Inde britannique, où il occupait diverses affectations, notamment à Belgaum et à Fort St. George dans la présidence de Madras jusqu'à la fin de 1902, date à laquelle il est affecté à Shwebo en Birmanie.
Le 2e bataillon est stationné en Inde britannique de 1875 à février 1888 et combat lors de la deuxième guerre anglo-afghane (1879-1880). Après six mois à Aden cette année-là, le bataillon est stationné en Angleterre jusqu'en novembre 1894, date à laquelle il est envoyé en Irlande. La Seconde Guerre des Boers éclate en Afrique du Sud en octobre 1899 et, après une série de défaites au cours des premiers mois de la guerre, le gouvernement britannique y envoie un grand nombre de troupes en renfort au début des années 1900, dont le 2e bataillon East Yorkshire. 870 officiers et hommes embarquent sur le SS Nile depuis Southampton en mars 1900 et arrivèrent en Afrique du Sud le mois suivant,. Le bataillon reste en Afrique du Sud tout au long de la guerre, rentrant au Royaume-Uni à la fin de 1902, date à laquelle il prend poste à Aldershot.
Le 3e bataillon (Militia), formé à partir de la milice d'East York en 1881, est un bataillon de réserve. Il est constitué en mai 1900, dissout en décembre de la même année, puis reformé pour servir en Afrique du Sud pendant la Seconde Guerre des Boers. À la fin de la guerre, environ 560 officiers et hommes retournent à Southampton à bord du SS Greek début octobre 1902, puis le bataillon est dissout à Beverley.

### Première Guerre mondiale

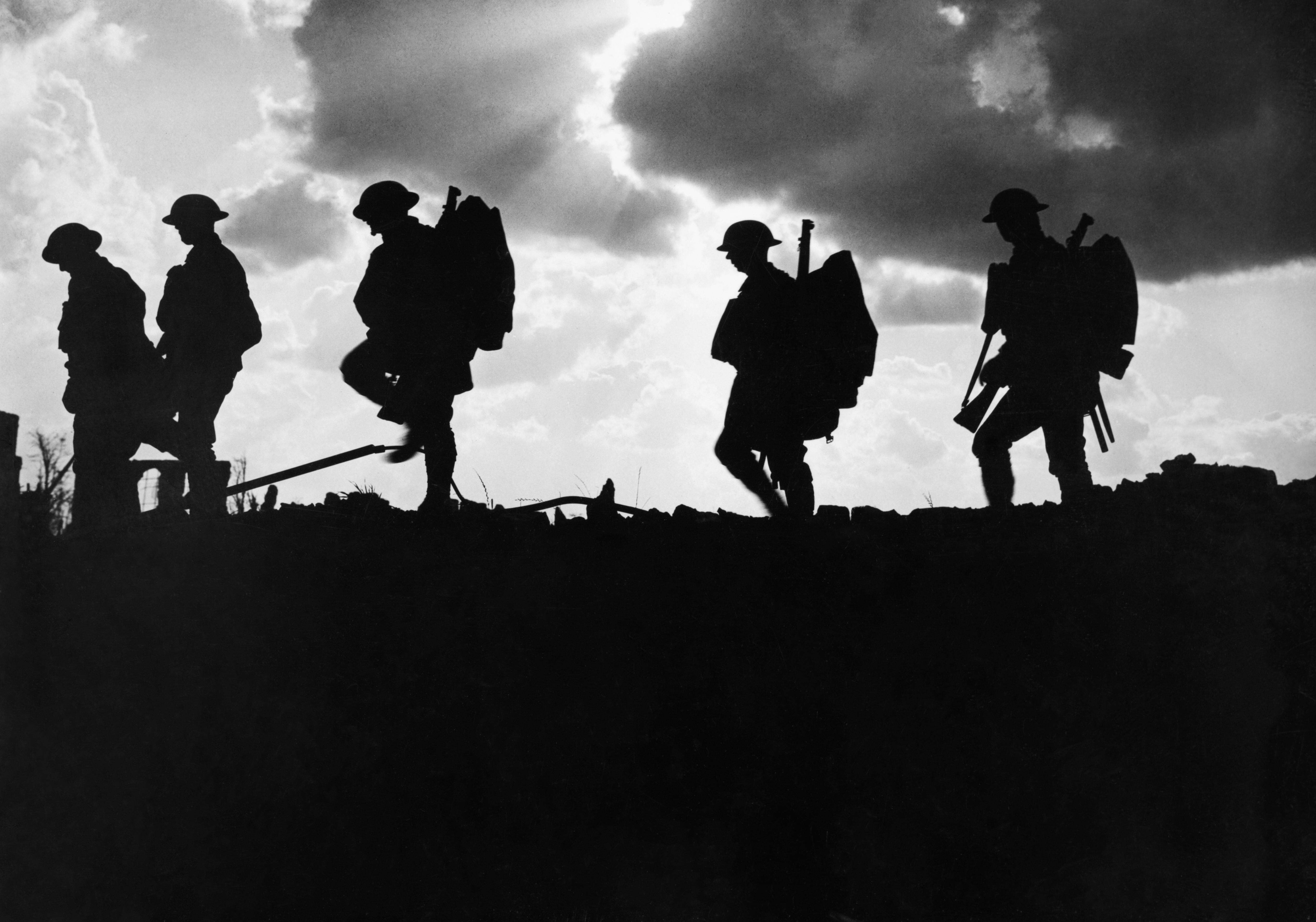
Soldats du 8e bataillon montant en ligne près de Frezenberg, pendant la bataille de Passchendaele, 1917. Photo d'Ernest Brooks.

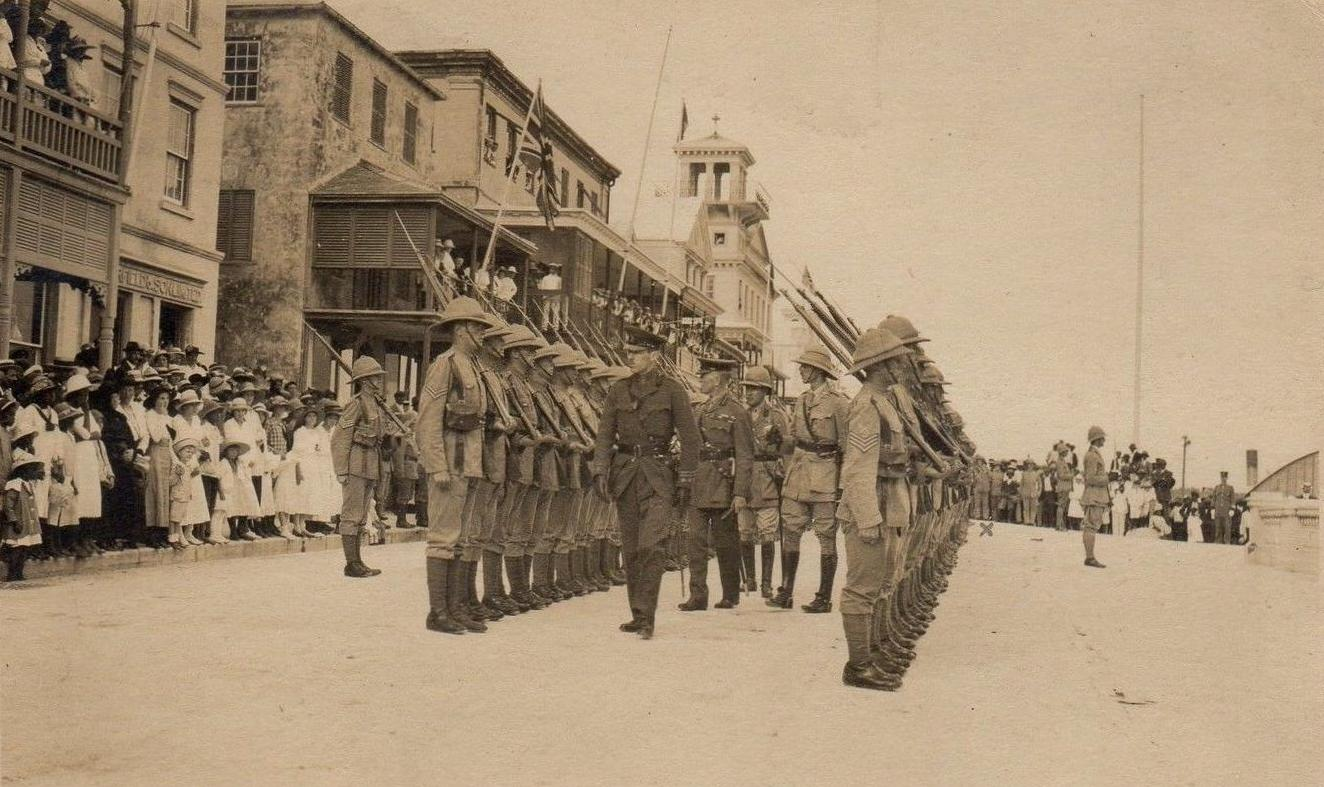
Le général James Willcocks passant en revue le 2/4e bataillon à Hamilton, aux Bermudes en 1917.

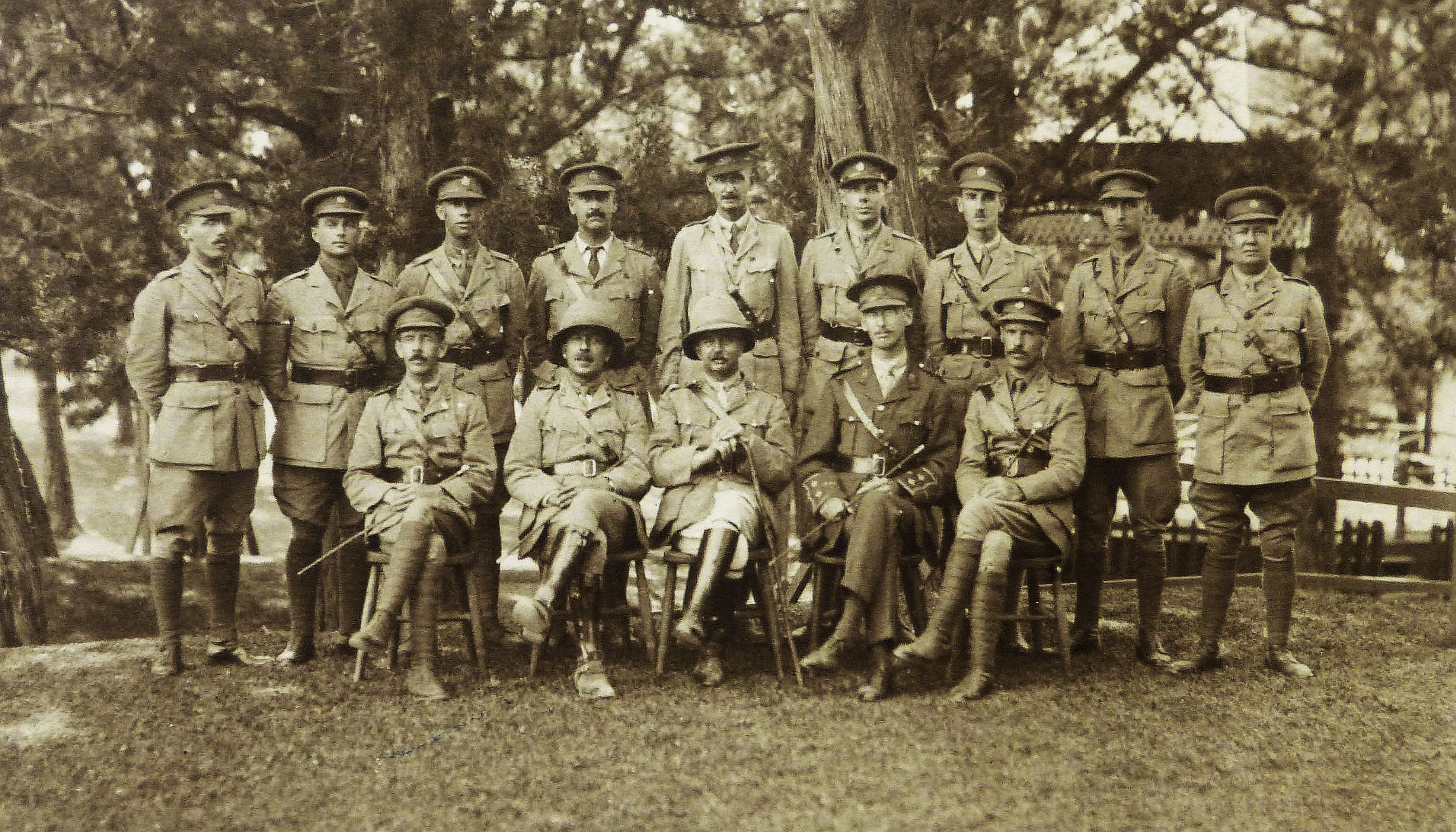
Officiers du Bermuda Volunteer Rifle Corps attachés au 2/4e bataillon aux Bermudes, 1918.

#### Armée régulière
Le 1er bataillon débarque à Saint-Nazaire avec la 18e brigade de la 6e division en septembre 1914 pour servir sur le front occidental. Le 2e bataillon débarque au Havre au sein de la 83e brigade de la 28e division en janvier 1915, d'abord pour servir également sur le front occidental avant de déménager à Salonique en octobre 1915 pour servir sur le front macédonien.

#### Force territoriale
Le 1/4e bataillon débarque à Boulogne-sur-Mer avec la brigade York and Durham de la division Northumbrian en avril 1915 pour servir sur le front occidental. Le 2/4e bataillon sert en garnison aux Bermudes de novembre 1916 jusqu'à la fin de la guerre,,, et le 3/4e bataillon reste au Royaume-Uni pour former des renforts. Le 5e bataillon (cycliste) sert dans des fonctions de défense côtière pendant toute la guerre.

#### Nouvelles Armées
Le déclenchement de la guerre impose aux Britanniques la création rapide de nouvelles unités pour combattre sur plusieurs fronts, appelées la Kitchener's Army. Plusieurs bataillons ont été créés et affiliés au East Yorkshire Regiment, puis incorporée dans ces nouvelles armées. 
Le 6e bataillon (service) débarque à la baie de Suvla (en) au août 1915, et sert en tant que bataillon du génie de la 11e (Northern) division à la bataille de Gallipoli jusqu'en janvier 1916, date à laquelle il débarque à Marseille pour servir sur le front ouest. Les 7e et 8e bataillons (service) débarquent à Boulogne-sur-Mer en août et septembre 1915 et combattent sur le front ouest respectivement avec la 17e (Northern) division et la 21e division, tandis que le 9e bataillon de réserve reste en Grande-Bretagne pour la formation des nouvelles recrues des Nouvelles Armées.
Les 10e, 11e, 12e et 13e bataillons sont levés en septembre 1914 et formé de volontaires venus de Kingston upon Hull. Ils sont rapidement renommés 1er, 2e, 3e et 4e bataillons City of Hull et surnommés les Hull Pals (les copains de Hull) et chaque bataillon est respectivement surnommé Hull Commercials (les Commerciaux), Hull Tradesmen (les Hommes d'affaires), Hull Sportsmen (les sportifs) et T'others (les Autres). Ils forment la 92e brigade de la 31e division et sont envoyés en Égypte avant d'arriver en France en mars 1916 et participent à la bataille de la Somme.

### Entre-deux-guerres
En 1935, le régiment est renommé The East Yorkshire Regiment (The Duke of York's Own).